# Oracle Weblogic
Az Oracle WebLogic az Oracle tulajdona, amely egy a Java EE platformra épülő termékcsalád, ami tartalmazza a következőket:
- a Java EE alkalmazásszerver, WebLogic Application Server
- enterprise portal, WebLogic Portal
- Enterprise Application Integration platform
- WebLogic Tuxedo-t, azaz tranzakciós szervert és infrastruktúra
- telekommunikációs platformot, WebLogic Communication Platform
- HTTP webszerver

## Története
1995 szeptemberében Paul Ambrose és Carl Resnikoff megalakítja a Weblogic Inc.-t. Előtte dbKona néven java nyelvű még JDBC előtti adatbázis meghajtókat készítettek a következőkhöz: Oracle, Sybase, és Microsoft SQL Server, továbbá egy 3 rétegű szervert is, ami engedélyezi az applet-eknek a megfelelő adatbázisokhoz való kapcsolódást.
Ez a WebLogic v1.48 szervert T3Server-nak nevezték el (az elnevezés a "3-Tier Server"-ből eredt [forrás?]). Ezzel párhuzamosan  Laurie Pitman és Bob Pasker dolgozott egy java-ban írt hálózat menedzsment eszközön. Pasker java-ban írt egy SNMP stack-et és egy W32 natív metódust ICMP ping-hez, miközben Pitman az applet-eken dolgozott, melyek képesek voltak megjeleníteni a menedzsment adatokat.
Az 1.48 szerver verziónak megvolt az a képessége (többek közt), hogy képes volt kiterjeszteni önmagát dispatcher módosítással, valamint új handler hozzáadásával a különböző típusú üzenetekhez. Pasker elkérte Ambrose-tól a szerver forráskódját, és Pasker kiegészítette úgy, hogy az appletek képesek legyenek SNMP és ping request-ek küldésére, és az eredmények kiírására.
Ekkorra már együtt dolgoztak az alapítók azon a kódon, ami az alkalmazás szerver magját adta.
1998-ban Ali Kutay lett az elnök és vezérigazgatója a WebLogic cégnek. Nem sokkal ezután 1998-ban BEA Systems megvette WebLogic Inc.-et és az alkalmazás szervert BEA WebLogic-ra keresztelték át.
2008-ban Oracle megvette a BEA Systems-t, és az alkalmazás szerver 10-es verziótól Oracle WebLogic-ká vált.

## Alkalmazás szerver verziói
- WebLogic Server 12c Release 2 (12.1.2) - 2013. július 11.[4]
- WebLogic Server 12c Release 1 (12.1.1) - 2011. december 1.[5]
- WebLogic Server 11gR1 (10.3.5) - 2011. május 16.[6]
- WebLogic Server 11gR1 PS3 (10.3.4) - 2011. január 15.
- WebLogic Server 11gR1 PS2 (10.3.3) - 2010. április[7]
- WebLogic Server 11gR1 PS1 (10.3.2) - 2009. november
- WebLogic Server 11g (10.3.1) - 2009. július
- WebLogic Server 10.3 - 2008. augusztus[8]
- WebLogic Server 10.0 - 2007. március[9]
- WebLogic Server 9.2
- WebLogic Server 9.1
- WebLogic Server 9.0 - 2006. november[10]
- WebLogic Server 8.1 - 2003. július[10]
- WebLogic Server 7.0 - 2002. június[11]
- WebLogic Server 6.1
- WebLogic Server 6.0 - 2001.[12]
- WebLogic Server 5.1 (kódneve: Denali) Első verzió, amely támogatta az alkalmazások parancssoron keresztüli "forró telepítését".
- WebLogic Server 4.0
- WebLogic Tengah 3.1 - 1998. június[13]
- WebLogic Tengah 3.0.1 - 1998. március[14]
- WebLogic Tengah 3.0 - 1998. január[15]
- WebLogic Tengah - 1997. november[16]

## Képességek
Oracle WebLogic szerver Oracle Fusion Middleware portfolio egy részét alkotja és támogatja az Oracle-t, DB2-t, Microsoft SQL Server-t, MySQL-t és más JDBC-kompatibilis adatbázisokat. Oracle WebLogic Platform a következő részei vannak:
- JRockit, egy saját JVM
- Portal, ami magába foglalja a Commerce szervert és Personalization szervert
- WebLogic Integration
- WebLogic Workshop, egy Eclipse IDE Java-hoz, SOA-hoz és Rich Intelication-hoz.

WebLogic szerver tartalmazza a .NET interoperability-t és támogatja a következő natív integrációs képességeket:
- CORBA kapcsolódás
- COM+ kapcsolódás
- IBM WebSphere MQ kapcsolódás
- Java EE Connector Architecture
- Natív vállalti JMS üzenetküldést
- WebLogic/Tuxedo konnektort

Oracle WebLogic szerver Process Edition tartalmazza a Business Process Management-t és Data Mapping funkciókat. WebLogic támogatja a biztonsági adminisztrátorok által menedzselt biztonsági policy-ket. Az Oracle WebLogic szerver biztonsági modellje tartalmazza a következőket:
- application business logic separated from security code
- complete scope of security coverage for all Java EE and non-Java EE components

## Komponensek
2010-ben, Oracle Corporation a következő termékeket tekintette az Oracle WebLogic szerver legfőbb komponenseinek::
- Vállalati Grid Üzenetküldés
- JMS Üzenetküldés megvalósítás
- JRockit JVM implementáció
- Oracle Coherence, a gyakran használt adatokat több szerveren lévő memória-adatbázisban való elhelyezése[18]
- Oracle TopLink
- Oracle WebLogic Server Web Services
- Tuxedo

## Támogatott nyílt sztenderdek
- BPEL & BPEL-J
- ebXML
- JAAS
- Java EE 1.3 & 1.4 & 5
- JPA 1.0 & 2.0
- JMX és SNMP
- Natív támogatás a következőkhöz:
  - SOAP
  - UDDI
  - WSDL
  - WSRP
  - WS-Security
- XSLT és XQuery

## Sztenderdek támogatása verziónkként
A lenti táblázat megmutatja, hogy a WebLogic szerver mely fő sztenderdeket támogatja verziónk szerint:
| Standard | WLS 7.0 | WLS 8.1 | WLS 9.0 | WLS 10.0 | WLS 10.3         | WLS 12c         |
| -------- | ------- | ------- | ------- | -------- | ---------------- | --------------- |
| Java     | 1.3     | 1.4     | 5       | 5        | 6 (7 in 10.3.6+) | 7 (6 in 12.1.1) |
| Java EE  | 1.3     | 1.3     | 1.4     | 5        | 5                | 6               |
| Servlet  | 1.2     | 2.3     | 2.4     | 2.5      | 2.5              | 3.0             |
| JSP      | 1.2     | 1.2     | 2.0     | 2.1      | 2.1              | 2.2             |
| EJB      | 2.0     | 2.0     | 2.1     | 3.0      | 3.0              | 3.1             |
| JDBC     | 2.0     | 2.0     | 3.0     | 3.0      | 3.0              | 4.0             |